# Buffalo Springfield again
Buffalo Springfield again is een muziekalbum van Buffalo Springfield uit 1967. Het is het tweede van deze band.
De opnames werden niet met eenzelfde teamgeest aangepakt als het debuutalbum van de band. De reden daarvoor was de knipperlichtrelatie die zowel Neil Young als Bruce Palmer met de band hadden. Young schreef niettemin nog drie nummers voor het album; de andere nummers van het album kwamen van de hand van de bandleden Stephen Stills en Richie Furay. Zij namen ook de leadzang op zich, op Good time boy na die werd gezongen door de drummer, Dewey Martin. Het album wordt gezien als het beste van de drie die de band uitbracht.

## Nummers
| Nummer | naam                    | leadzang     | geschreven door | duur |
| ------ | ----------------------- | ------------ | --------------- | ---- |
| A1     | Mr. Soul                | Neil Young   | Neil Young      | 2:35 |
| A2     | A child's claim to fame | Richie Furay | Richie Furay    | 2:09 |
| A3     | Everydays               | Steve Stills | Steve Stills    | 2:38 |
| A4     | Expecting to fly        | Neil Young   | Neil Young      | 3:39 |
| A5     | Bluebird                | Steve Stills | Steve Stills    | 4:28 |
| B1     | Hung upside down        | Steve Stills | Steve Stills    | 3:24 |
| B2     | Sad memory              | Richie Furay | Richie Furay    | 3:00 |
| B3     | Good time boy           | Dewey Martin | Richie Furay    | 2:11 |
| B4     | Rock 'n' roll woman     | Steve Stills | Steve Stills    | 2:44 |
| B5     | Broken arrow            | Neil Young   | Neil Young      | 6:13 |